# Религиозна война
Религиозна война или Свещена война (на латински: bellum sacrum) е война причинена поради религиозни основания или оправдана от религиозна гледна точка, а също и подпомагана религиозно (например както в Махабхарата Арджуна е подпомаган от бог Кришна) . Класически пример за религиозна война са Кръстоносните походи.

## Сакрални аспекти на военното дело в древността
Военните действия са имали своите религиозни и сакрални аспекти още от праисторията, като например в повечето митологии и древни религии (напр. индуизъм) е имало богове/богини на войната, например в гръцката митология това е Арес.